# Василівська Пустош
Васи́лівська Пу́стош — селище Краматорської міської громади Краматорського району Донецької області України. Населення становить 202 осіб. Відстань до Краматорська становить близько 10 км і проходить автошляхом місцевого значення.

## Герб
Срібний шеврон ділить щит на зелене верхнє та лазурове нижнє поле. Кожен з цих елементів символізує природні візитівки селища. Зелене поле символізує різнотравно-типчаково-ковиловий степ східного краю РЛП "Краматорський", срібний шеврон - скелясті оголення «Крейдяні відроги», а лазурове поле - річку Біленьку та ставок на ній.
Центральними елементами є складені в косий хрест примітивні знаряддя праці та полювання - спис та сокира. "Єдиний археологічний об'єкт, на який у відділі культури та туризму є паспорт (документ з описом історії походження пам'ятника) – це крем'яна майстерня в районі Василівської Пустоші. На пам'ятнику Василівська Пустош вироблялися різні знаряддя з двосторонньою обробкою - наконечники, тесла, сокири. На одній із ділянок відзначено значну кількість знарядь, характерних для поселень - скребки, вістря, пластини з ретушшю тощо. Певно, пам'ятник відноситься до типу поселень, що спеціалізувалися на виробництві крем'яної продукції."
Срібні сокира та спис мають чорні руків'я, які обтяжують срібний шеврон, а їхні срібні вістря із золотими мотузками виступають на зелене поле. Срібний окунь обтяжує лазурове поле, що символізує, що селище стоїть на річці, а на місцевому ставку регулярно проводяться змагання для рибалок.

## Населення

### Мова
Розподіл населення за рідною мовою за даними перепису 2001 року:
| Мова       | Кількість | Відсоток |
| ---------- | --------- | -------- |
| російська  | 109       | 53.96%   |
| українська | 93        | 46.04%   |
| Усього     | 202       | 100%     |

За даними перепису 2001 року населення селища становило 202 особи, із них 46,04% зазначили рідною мову українську, 53,96% — російську.